# Comté de Tonnerre
Le comté de Tonnerre est un ancien fief situé dans le nord de la Bourgogne, autour de la ville de Tonnerre. Il prend fin lors de son érection en duché, en 1572, en faveur d'Henri Antoine de Clermont.
Le comté dépendait de trois suzerains : de l'évêque de Langres, pour les châtellenies de Tonnerre, d'Argenteuil, de Ligny le Châtel et les fiefs qui en dépendaient ; du duc de Bourgogne pour celles de Cruzy-le-Châtel, Griselles et Pothières et leurs fiefs, et de l'évêque de Châlon pour celle de Channes. 
Les comtes de Tonnerre frappèrent monnaie du XIe siècle jusqu'en 1315.  

## Géographie
Tornodorum, l'ancien site de Tonnerre installé sur le mont Bellant, est la principale cité du pagus tornodorensis. Selon Fromageot (1973), « Tornodorum est la forteresse de Torn ou de Turnus, divinité protectice locale ». Le Tornodorense castrum est mentionné par Grégoire de Tours, au VIe siècle. Le pagus semble placé sous l'autorité de l'oppidum des Lingons, Andemantunnum, l'actuelle Langres.
Le pagus recouvrait un territoire, de forme « quadrilatère irrégulier », compris entre Vergigny (au nord-ouest de Tonnerre), Montigny-Montfort (au sud), Chaource (au nord-est) et Courcelles-Montberthault (au sud-sud-est).
Selon le chanoine Chaume (1947), ce territoire comprenait entre les VIIe et IXe siècle environ quarante-neuf localités, de manières attestées. La plupart d'entre elles figurent dans les notices topographiques du Tonnerrois rédigées par Petit.
Le comté prend suite au pagus, « pays de marge et de transition qui, par sa position géographique se trouvera toujours en opposition avec des voisins dont il subira alternativement l'influence », se trouvant à son tour « en situation instable, en but aux visées champenoises et bourguignonnes », jusqu'à ce que l'autorité royale pacifie la situation. Les limites du comté vont varier au gré de ces influences, tentant de s'accroitre vers l'ouest et l'est, mais connaissant de forts reculs au nord et au sud.

## Histoire

### Origines
Ardeval (Adrevaldus), moine de Fleury, mentionne qu'au IXe siècle, le pagus Tornodorensi est placé sous le contrôle, « depuis longtemps », d'un officio vicem comitis agens.
Selon la tradition locale, le premier mentionné est Hilarius. Hilarius est un fonctionnaire romain du milieu du Ve siècle qui porte le titre de patrice. Si l'étendu de son pouvoir n'est pas connu, il pourrait avoir été sénateur et possédé des biens dans le Dijonnais. Selon la tradition, il aurait accueilli, en 444, les évêques Germain d'Auxerre et Loup de Troyes, dans sa cité de la colline de Montbellan, correspondant à l'actuelle Tonnerre. Au cours de leur séjour, leur compagnon Michomer aurait péri. Loup de Troyes l'aurait fait entérer en présence du « comte » Hilarius et de la « comtesse » Quiéta, son épouse. Tant l'évènement que le titre donné à Hilarius ne reposent sur des documents.
Au cours de cette période, le pagus est placé sous le contrôle des évêques et comtes de Langres,.
Au VIIe siècle, Bello ou Bellon, mais aucun document n'atteste de fonction particulière, donné comme père du futur saint Loup/Leu, fait édifier une chapelle sur le tombeau de Michomer. Il aurait précédé Ebbon, considéré comme le « plus ancien titulaire du comté » (chanoine Chaume, 1931).
Selon la chronique de Saint-Pierre-le-Vif de Sens, les possesseurs du château de Tonnerre sont le comte (?) Guerri/Géry/Géric († 708), à qui succède son neveu Ebbon († apr. 750),,.
Il faut attendre le IXe siècle, pour que le Tonnerois soit associé à un comitatus (comté). Un diplôme dit de 814 (« retardé » jusqu'en 889), attribué à Louis le Pieux, dans laquelle est faite une donation à l'évêque de Langres, Belto, des castra (châteaux) de Tonnerre (« castrum tornotrinse, caput videlicet comitatus »), Langres et Dijon. Le comté de Tonnerre prend naissance à cette période.
Il faut attendre cependant le milieu du Xe siècle, pour qu'apparaisse la première dynastie comtale, clairement attestée,.

### Dynastie des Milonides
Les Milonides est la première dynastie comtale attestée,. Ils semble descendre en ligne directe de la famille comtale de Langres.  
Fromageot (1973) fait remarquer que le monastère, fondé vers la fin du IXe siècle, semble renaître sous Miles (Mille, Millon) [III] et qu'il semble que les titulaires de la dignité comtale aient porté le titre de fondateurs de Saint-Michel. Miles/Milon Ier semble avoir plus probablement restauré en partie et fait des donations au monastère, ce qui lui aura valu, ainsi qu'à ses successeurs, ce titre prestigieux. 
La dynastie occupe le château de Montbellant. Le comte bat monnaie, rend justice et perçoit les taxes et les impôts.
Le territoire du comté diffère du pagus. Il occupe toute la frange occidentale du vaste évêché de Langres. Il est encadré à l'Ouest par le comté d'Auxerre, au Nord-Ouest par le comté de Sens (puis le comté de Joigny quand celui-ci sera érigé), au Nord par les comtés de Troyes et de Bar-sur-Aube. Il est admis qu'il a régenté le Barséquanais (Bar-sur-Seine) avant l'an Mil.[réf. nécessaire]
La première dynastie des comtes disparait au XIe siècle. Par le mariage d'Hermangarde/Ermengarde de Tonnerre à Guillaume Ier, le comté passe sous le contrôle de la maison de Nevers, qui possède les comtés de Nevers et d'Auxerre. Cette famille en garde le contrôle pendant près d'un siècle et demi.

### Sous la maison de Nevers
Le comte de NeversGuillaume Ier hérite d'une situation délabrée. Son père est mort au combat contre son oncle maternel le duc de Bourgogne. Son comté d'Auxerre est très affaibli par l'émergence de grands lignages : famille de Donzy à Gien, Château-Renard ; famille de Toucy à Beaulches, Saint-Bris, Bazarnes ; famille de Seignelay contrôlant la confluence de trois cours d'eau : l'Armançon (Crécy et Cheny), du Serein et de l'Yonne (Bassou). 
Un puis deux prévôts comtaux apparaissent en Tonnerrois, comme cela se pratique dans le comté d'Auxerre. Les titulaires semblent venir de Nevers. Des chevaliers émergent un peu partout (Argenteuil) : le comté est gagné par la petite féodalité. 
Au début du XIIe siècle, le comté est confié au fils aîné du comte Guillaume, jouant ainsi le rôle "d'école d'administration" que les Capétiens confieront au Gâtinais puis au Dauphiné pour leurs fils aînés. Au cours du XIIe siècle, le comté de Tonnerre sert à asseoir les douaires de comtesses devenues veuves. Elles disposent de leur propre prévôt. La répétitivité de cette mesure permet une facile mise en place des douaires. 

Le comté de Tonnerre en 1030
Le comté de Tonnerre en 1180
Le comté de Tonnerre en 1477

### Erection en duché
Le comté est érigé en duché, en 1572, en faveur d'Henri Antoine de Clermont, mais cette érection n'eut pas d'effet faute de l'enregistrement du brevet. Jusqu'en 1789, le comté de Tonnerre était le plus ancien de France[réf. nécessaire]. Il n'a jamais été réuni à la couronne, ni érigé en marquisat ou duché.